# Cadenberge
Cadenberge is een gemeente in de Duitse deelstaat Nedersaksen. De gemeente was onderdeel van de Samtgemeinde Am Dobrock in het Landkreis Cuxhaven. Die Samtgemeinde fuseerde per 1 januari 2016 met de Samtgemeinde Land Hadeln, waarbij Land Hadeln de naam werd voor de nieuwe Samtgemeinde.  Volgens de meest recente statistiek telt Cadenberge 4.138 inwoners.   
Naast het dorp Cadenberge omvat de gemeente ook het dorp Geversdorf, dat bijna 3 km ten noorden van Cadenberge zelf, aan de Oste, ligt, en in 2015 circa 750 inwoners telde. Direct ten zuiden van Cadenberge ligt de gemeente Wingst en ook de toeristisch aantrekkelijke heuvelrug van die naam.
De Samtgemeinde Hadeln profileert Cadenberge op haar website als een aantrekkelijke woongemeente. Er staan dan ook woonwijken, waar zich forensen met een baan in omliggende grotere plaatsen hebben gevestigd. 
Aan het aantal voorzieningen (scholen, artsenpraktijken, winkels, banken enz.), die in Cadenberge te vinden zijn, is nog te merken, dat de plaats in het verleden het hoofddorp van een grotere gemeente is geweest.
Het voormalige kasteel, Haus Bremer, is ten dele als school met internaat in gebruik; een ander gedeelte, waaronder de duiventoren, is particulier bewoond,  terwijl het gebouw ook een horecagelegenheid herbergt.
Door Cadenberge loopt de Bundesstraße 73, de belangrijkste verkeersweg in de Samtgemeinde Hadeln. Er is sedert 1881 een klein station aan de spoorlijn Cuxhaven - Hamburg-Harburg, 26 km van Station Cuxhaven verwijderd. Overig openbaar vervoer in, van en naar Cadenberge is beperkt tot belbussen. Geversdorf beschikt over een kleine haven aan de Oste, die voornamelijk voor de pleziervaart dient.
In de gemeente staan enkele 18e- en 19e-eeuwse vakwerkboerderijen in dezelfde bouwstijl als in het meer oostelijk aan de Elbe gelegen Alte Land.

## Afbeeldingen

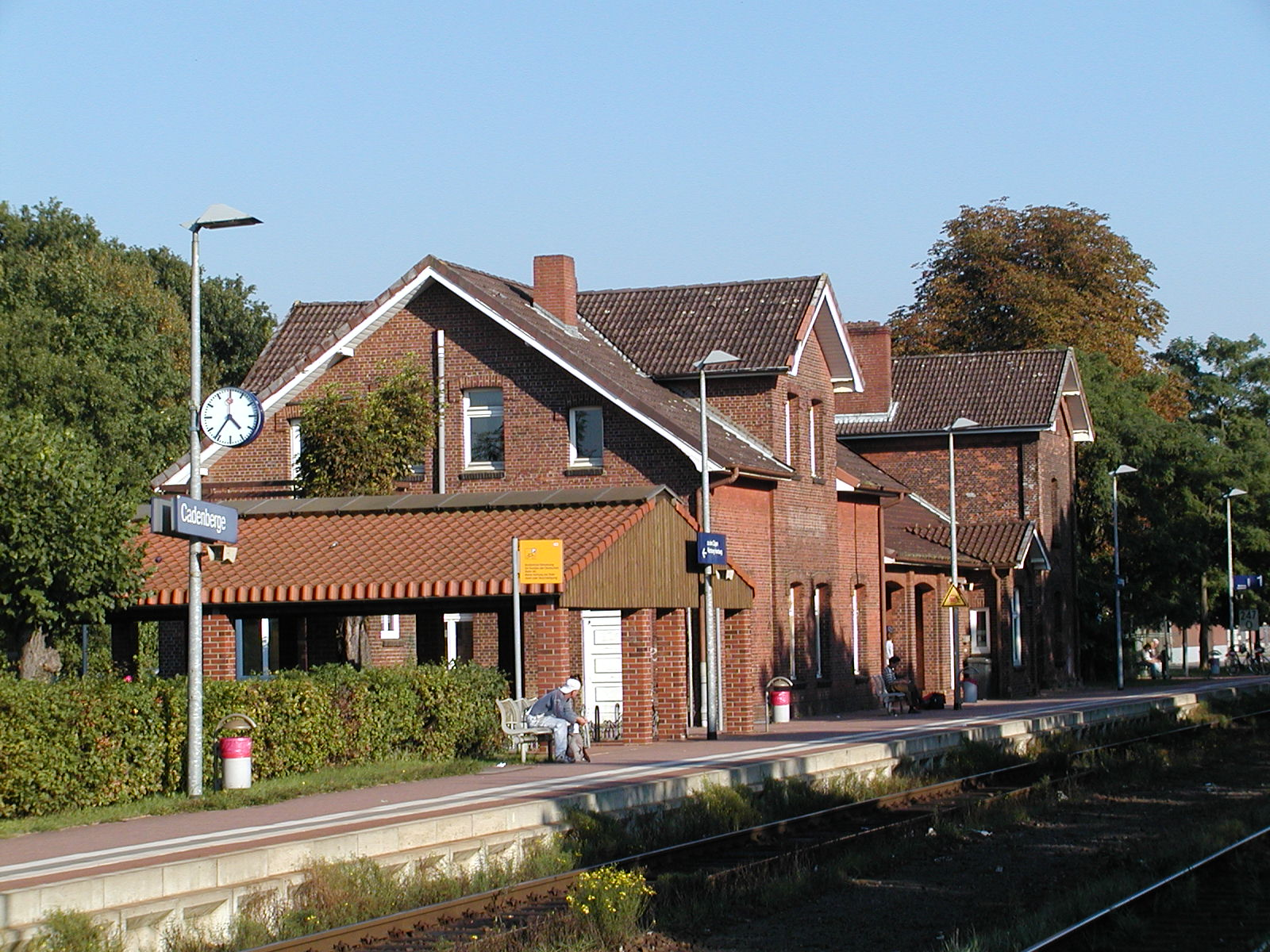
Station
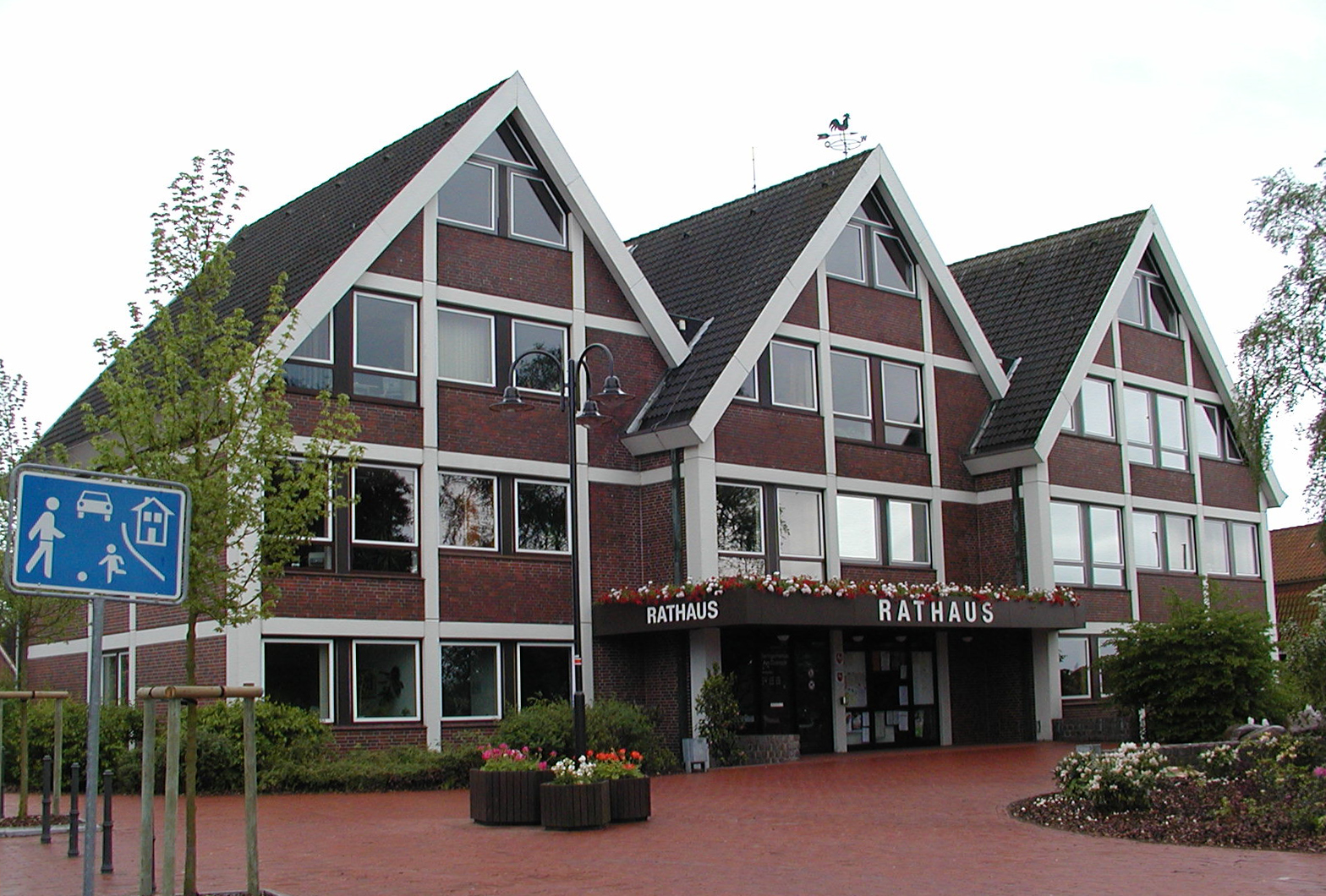
Gemeentehuis
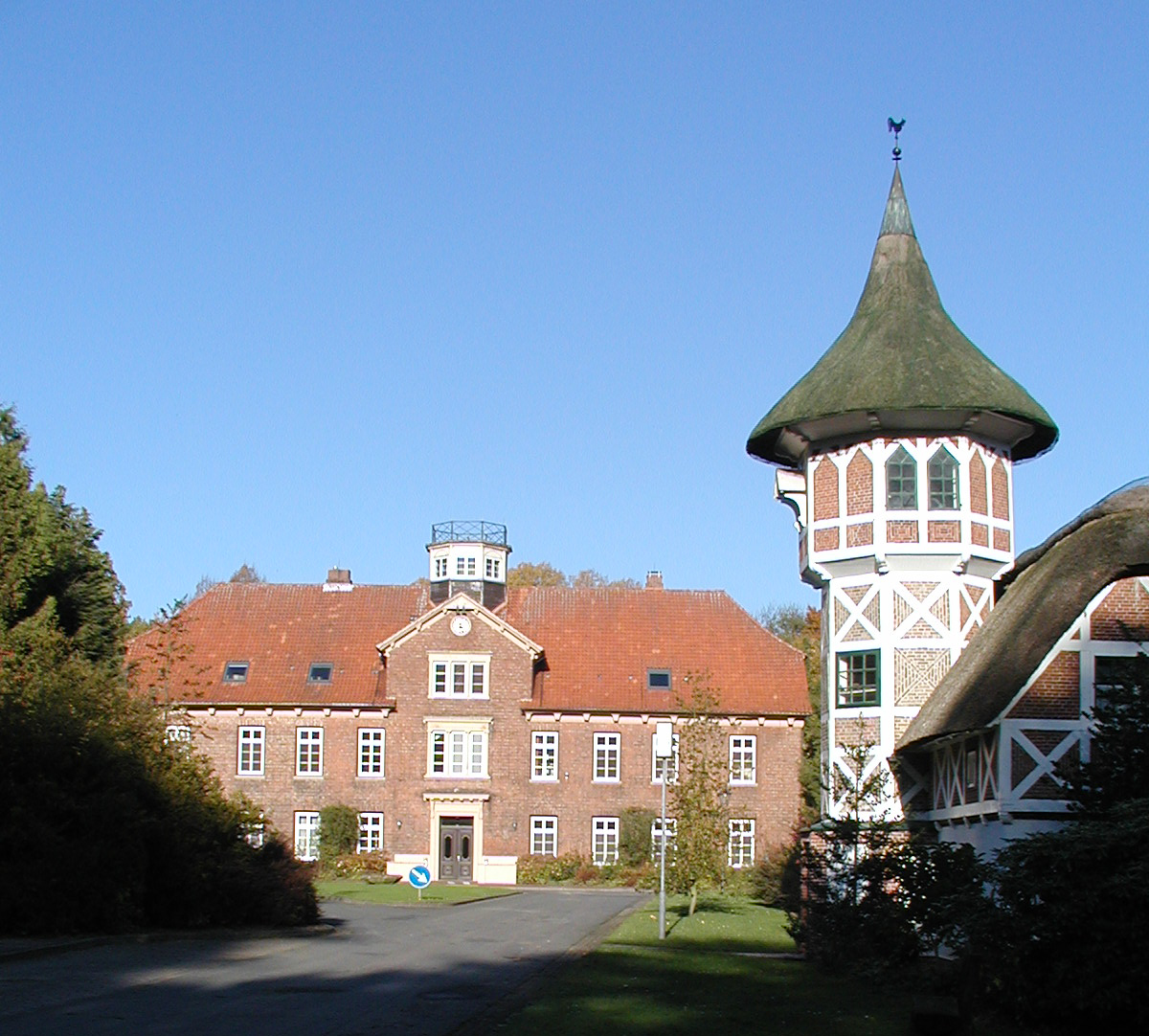
Voormalig kasteel te Cadenberge met duiventoren
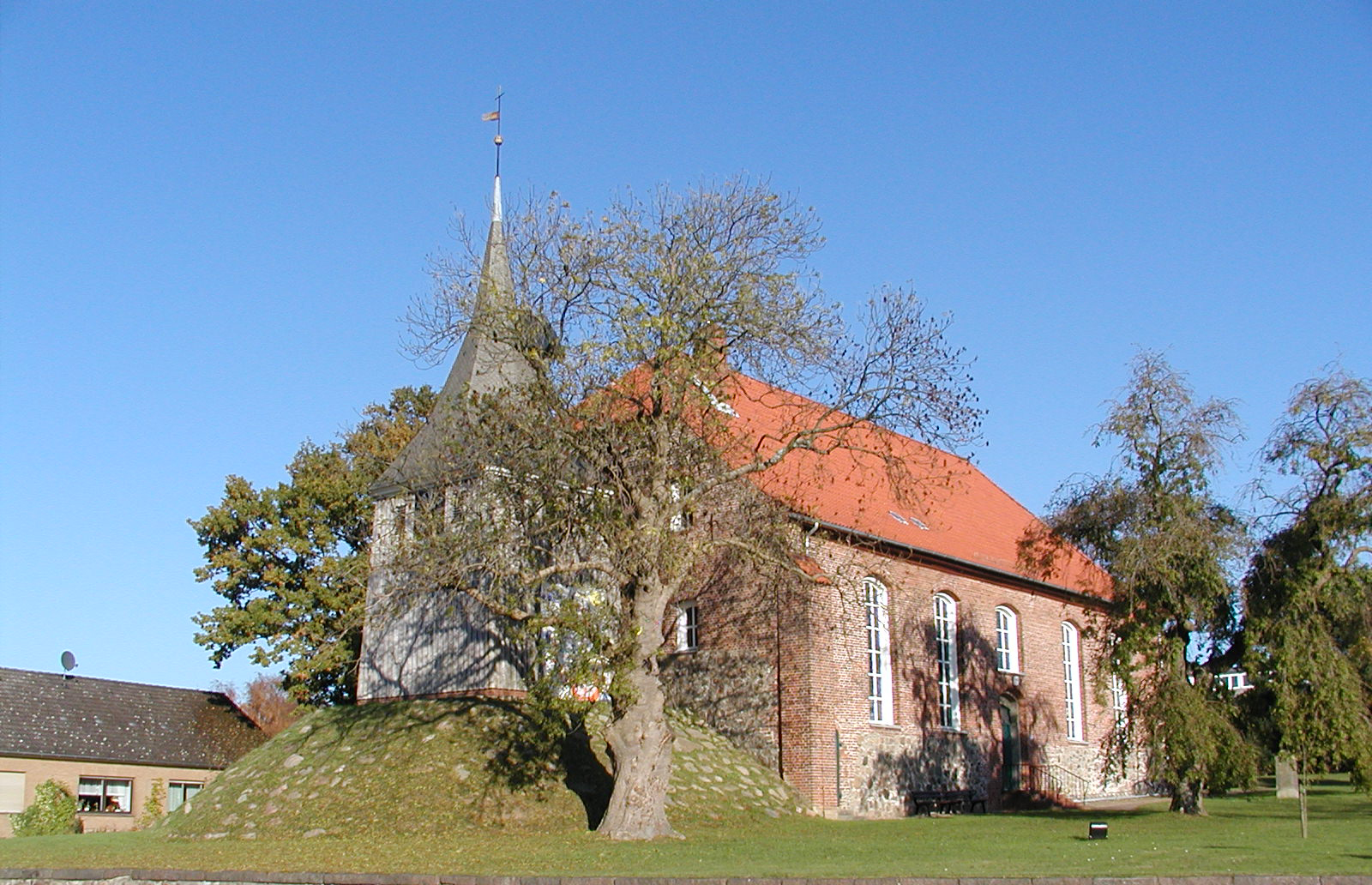
St. Nicolai-Kirche (Sint-Nicolaaskerk; bouwjaar 1752)
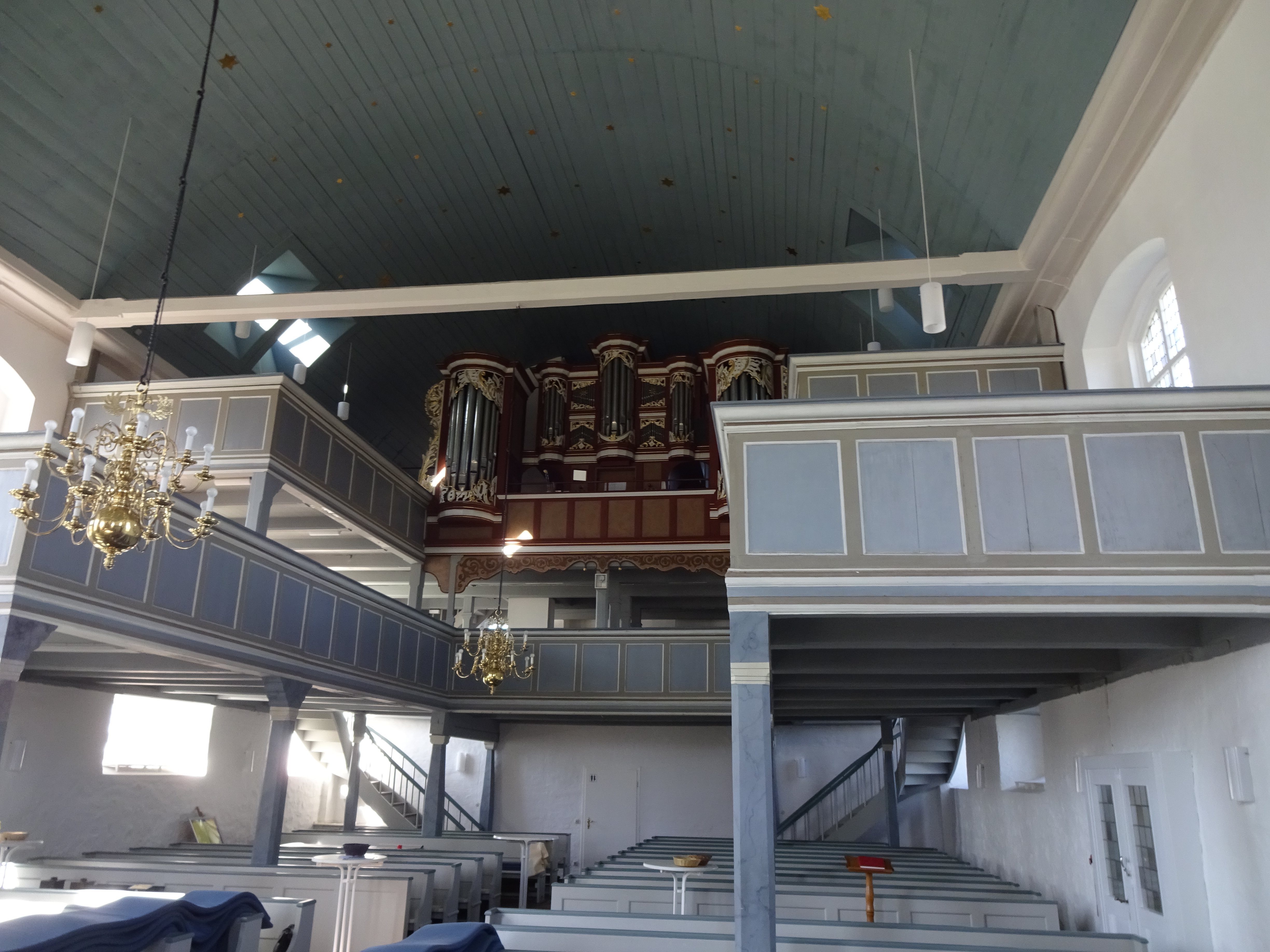
Interieur van dit kerkgebouw met het 18e-eeuwse orgel
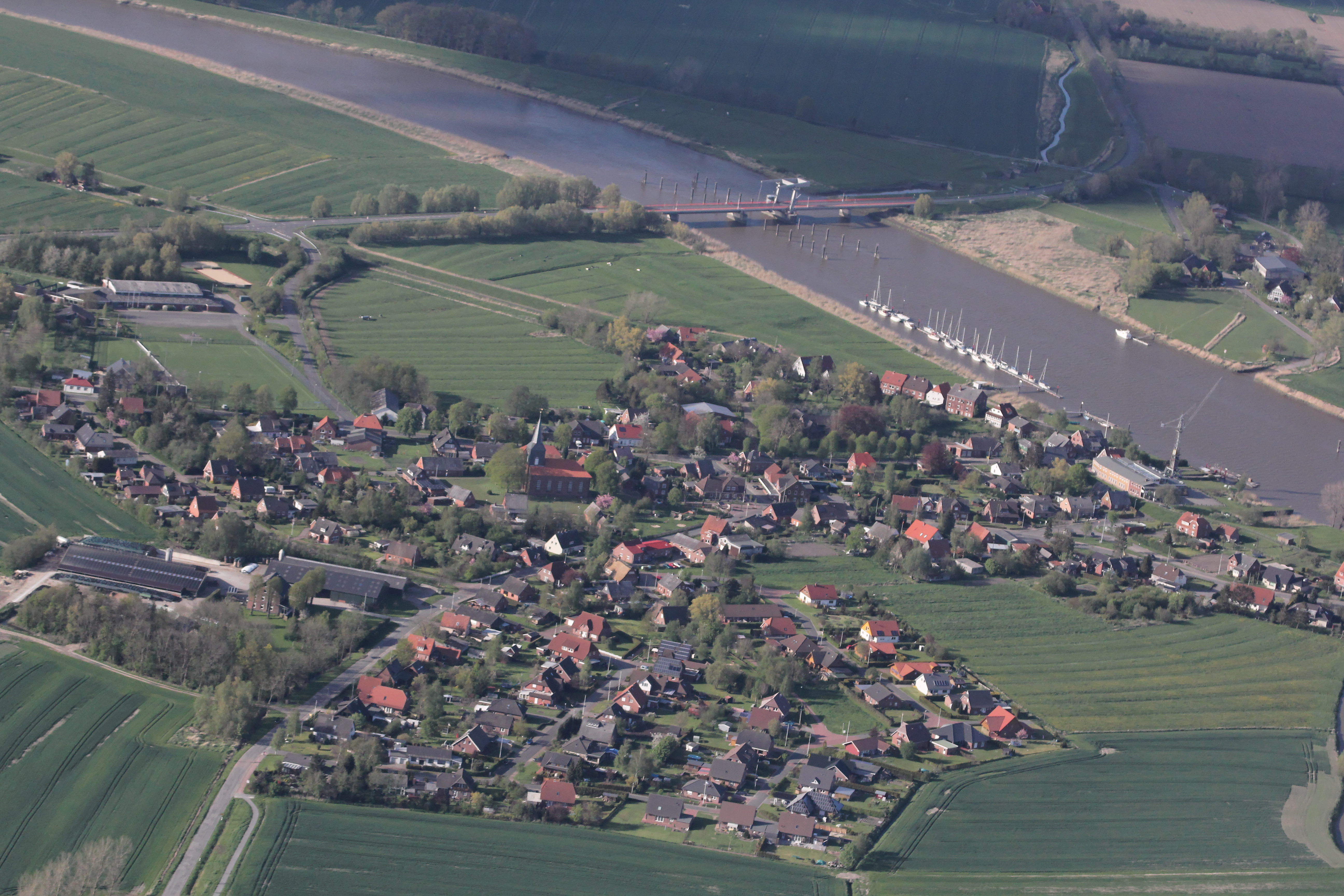
Luchtfoto van Geversdorf
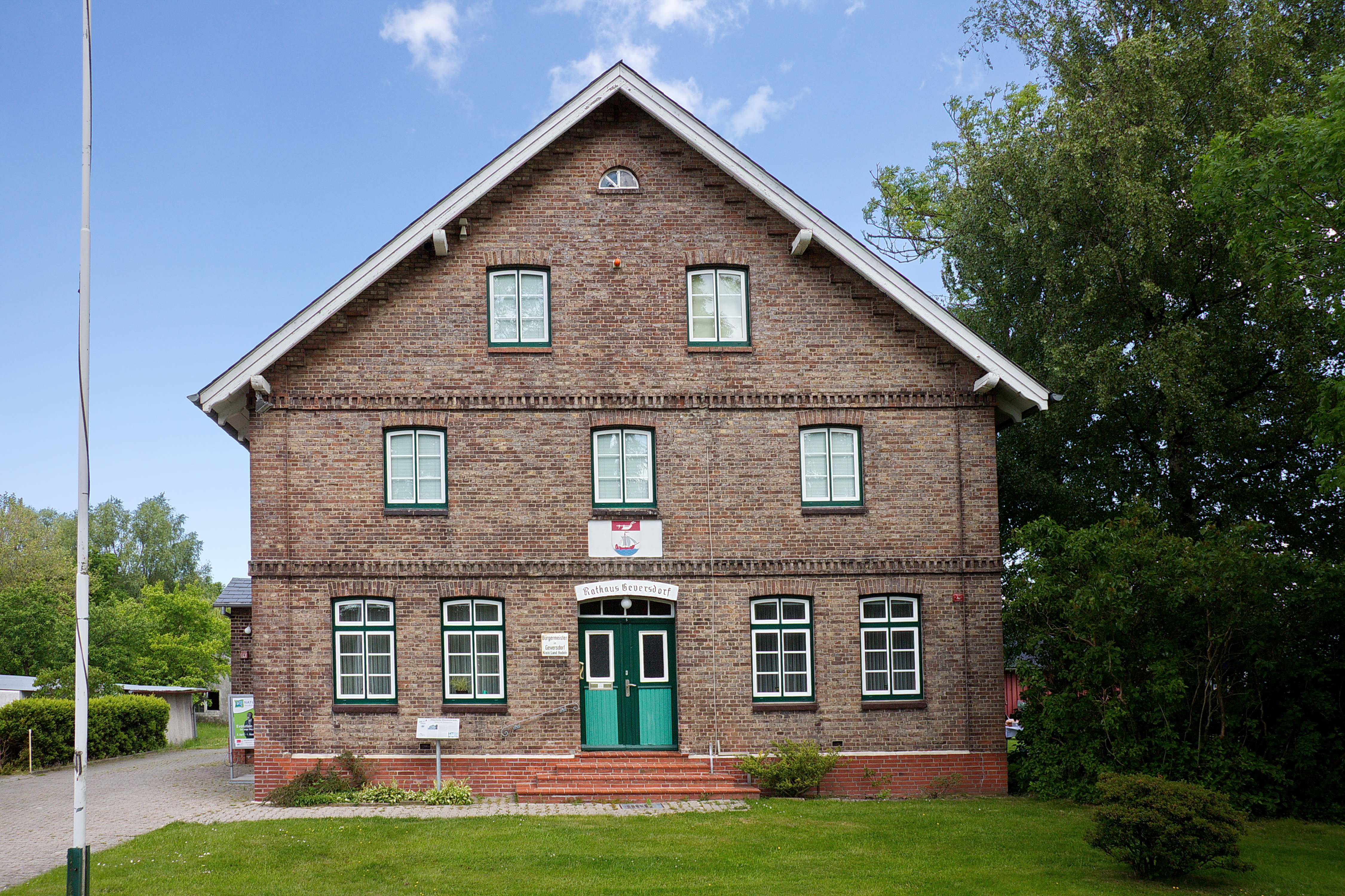
Voormalig gemeentehuis van Geversdorf, met dorpsmuseum
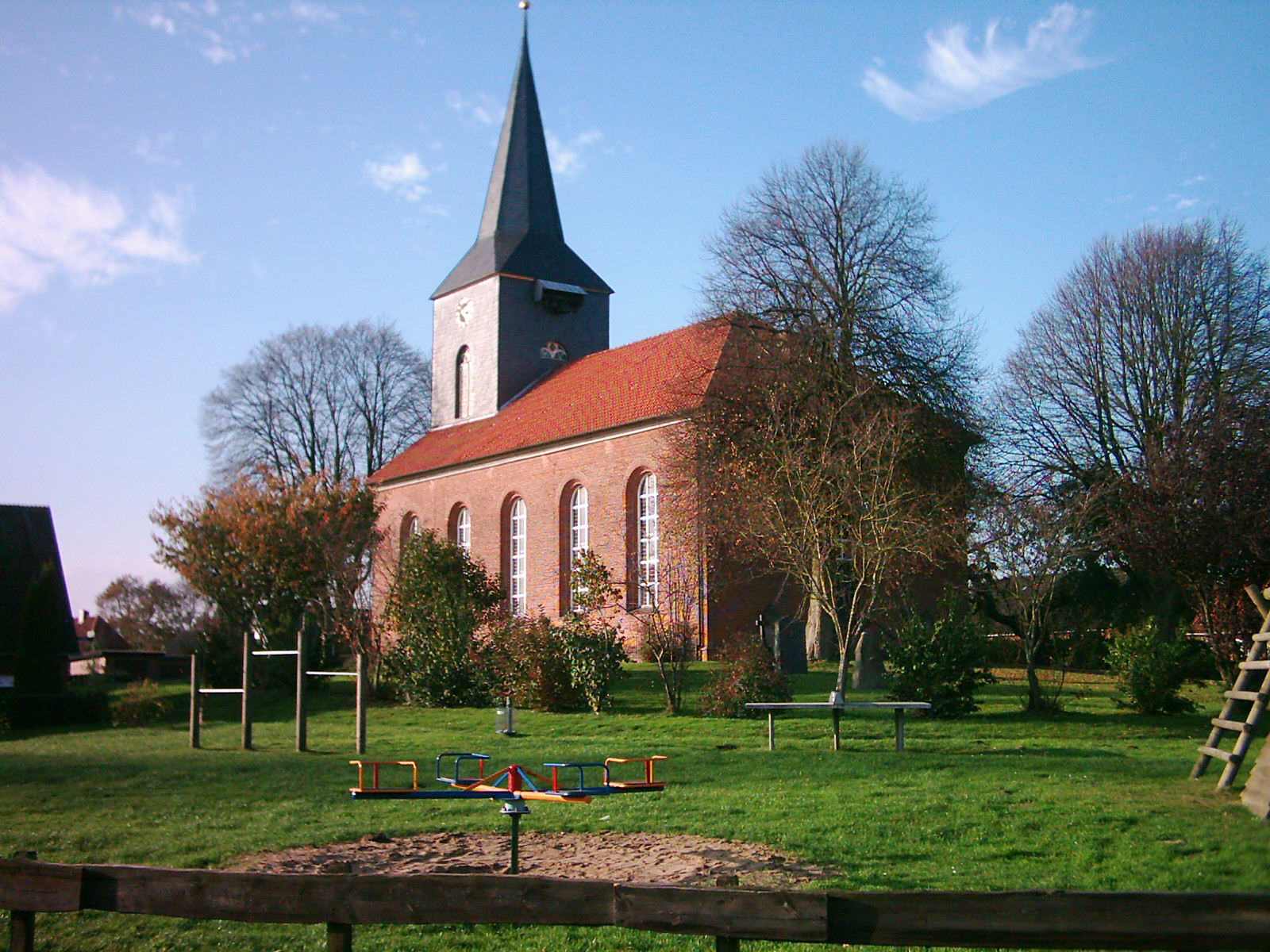
Geversdorf, de op een wierde gelegen St.-Andreaskerk
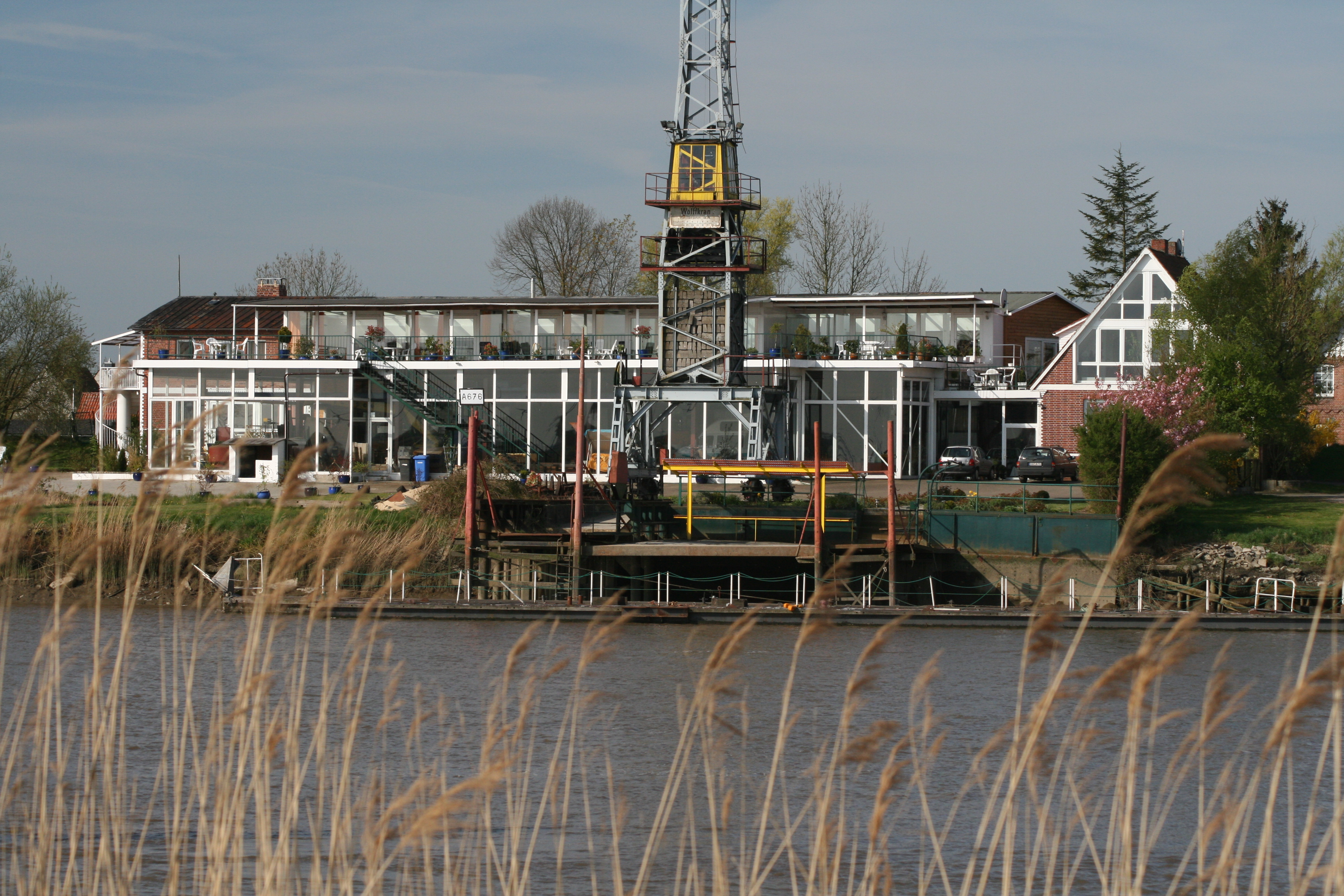
Voormalige scheepswerf te Geversdorf (verbouwd tot vakantiewoningen)
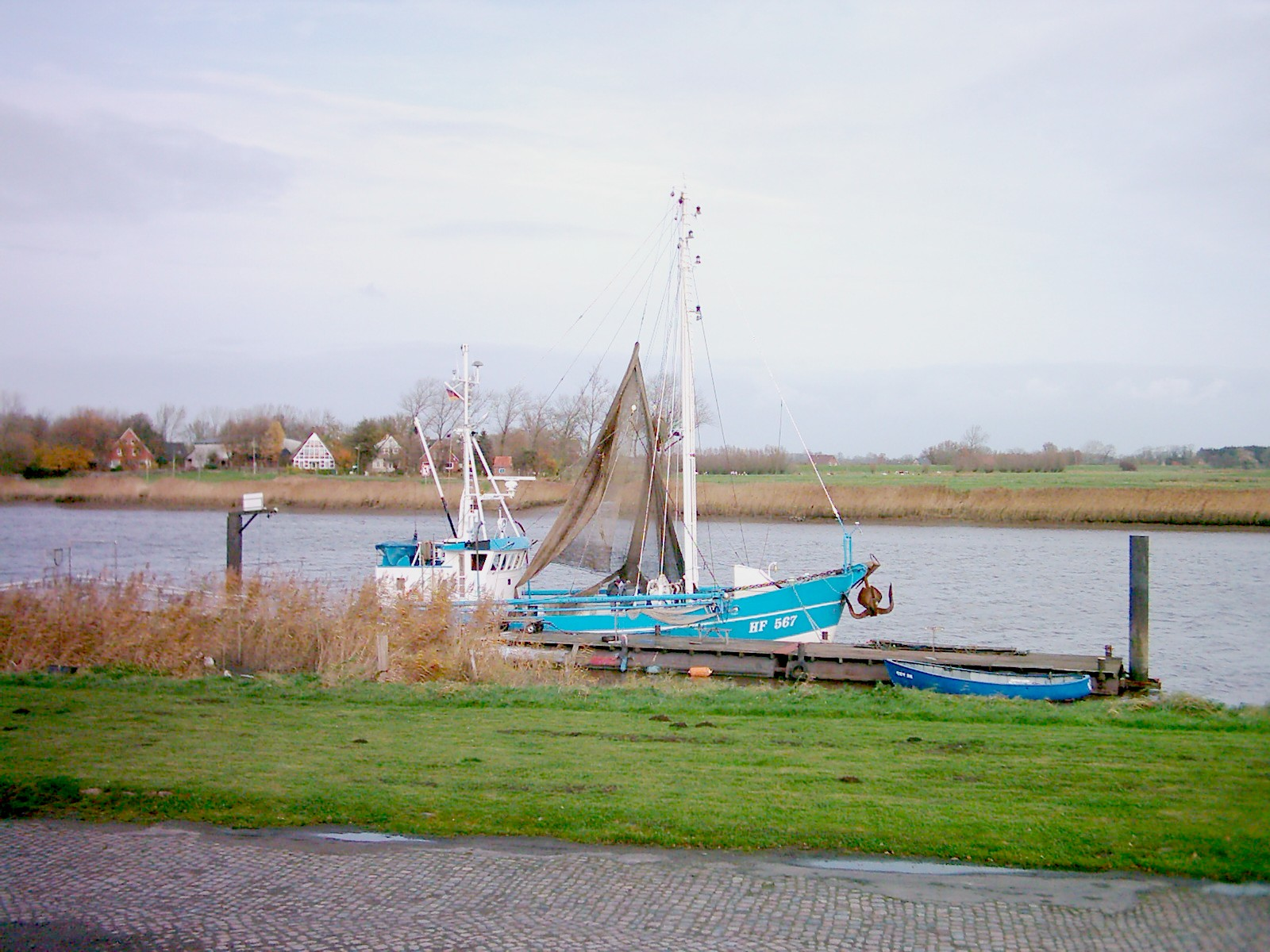
Historische viskotter van Geversdorf
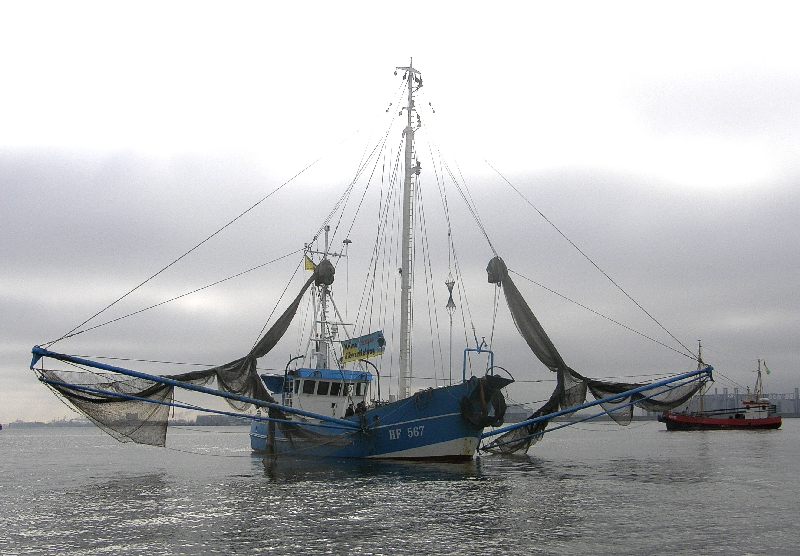
Hetzelfde schip tijdens het vissen (2009)
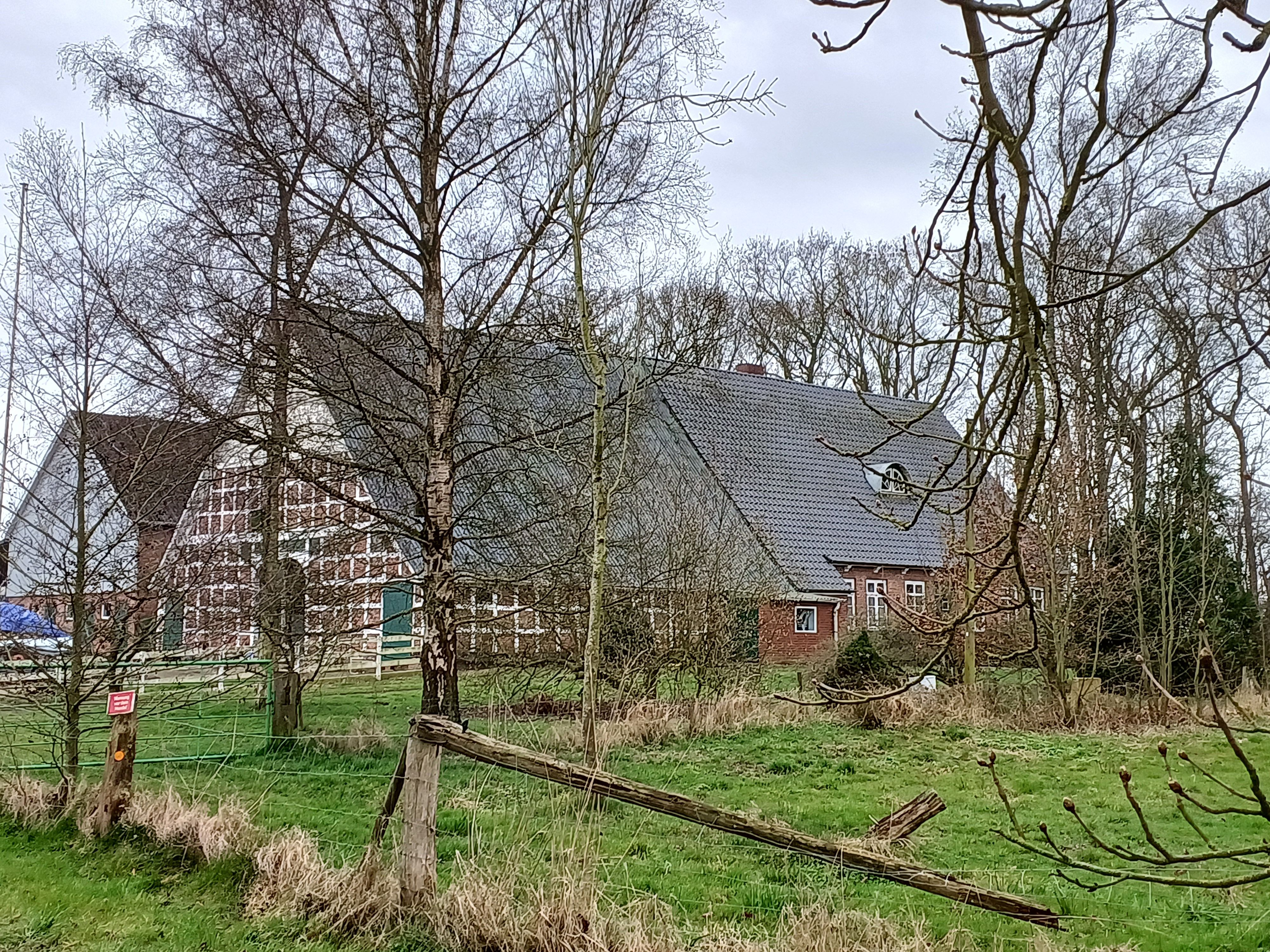
Karakteristieke boerderij ten oosten van Geversdorf
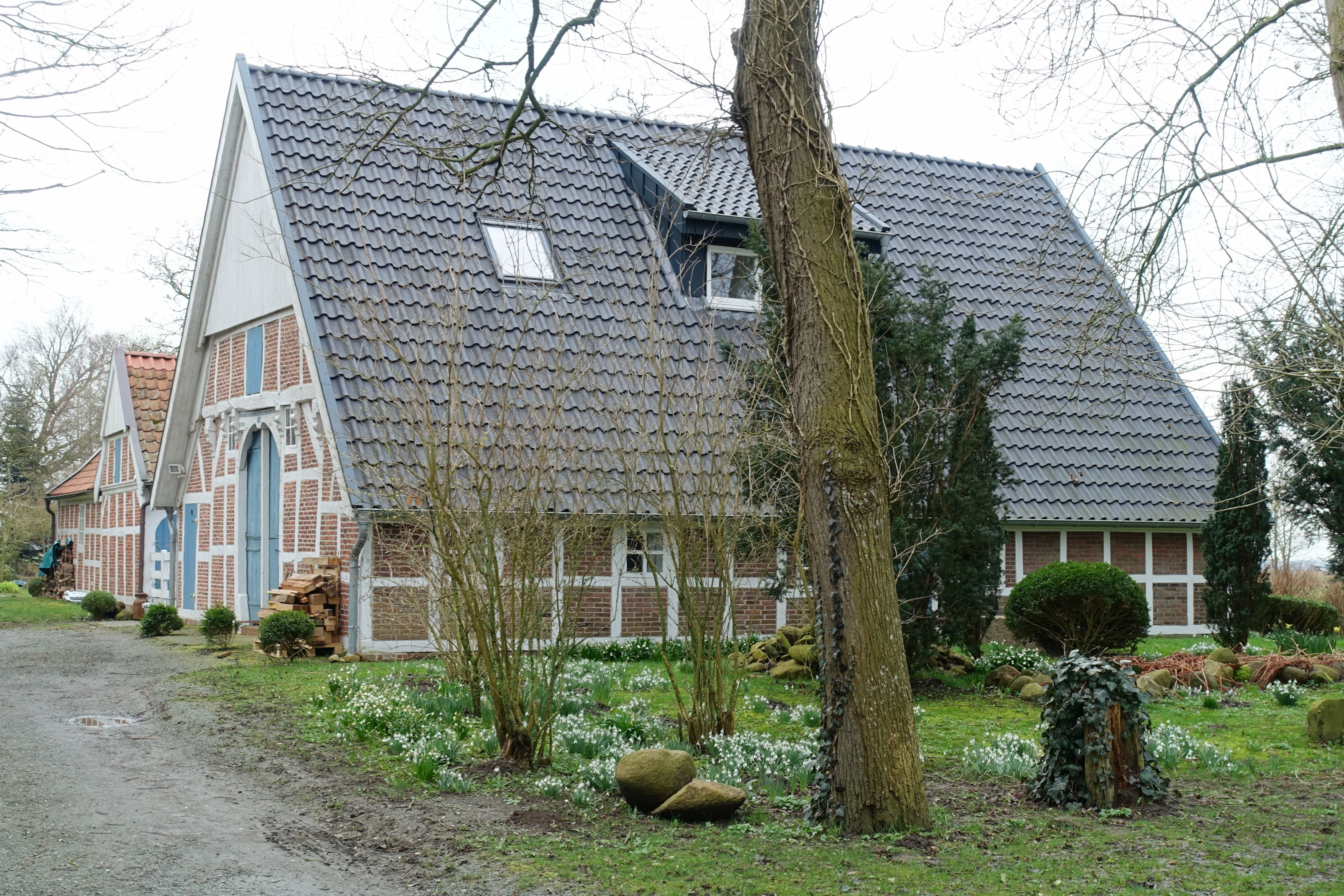
Karakteristieke boerderij bij Geversdorf

- Gemeinsame Normdatei: 4104260-8
- Library of Congress Control Number: n86147240
- Nationale Bibliotheek van Tsjechië: ge1084091
- Nationale Bibliotheek van Israël: 987007567387205171
- Virtual International Authority File: 144334911
- WorldCat: E39PBJgCDY3QPgk7jHD8t7dJDq